# 白鳥神社 (南伊豆町)
白鳥神社（しらとりじんじゃ）は、静岡県賀茂郡南伊豆町妻良（めら）にある神社。地名を冠して吉田白鳥神社（よしだしらとりじんじゃ）とも称される。

## 概要
南伊豆町の西部にある妻良（めら）地区の南方、国道136号から南に向かう林道を上がり下がりした先にある吉田海岸の向かいに鎮座している。
創建は不詳。日本武尊が死後に鳥になったという神話に因む大鳥神社・白鳥神社系統の神社の1つ。
境内の大きなビャクシン（イブキ）の木が、県の天然記念物に指定されている。

## 祭神
- 日本武尊
- 弟橘姫命

## 文化財
- ビャクシン（イブキ） - 県指定天然記念物[3]。